# Glaukytes
Glaukytes (altgriechisch Γλαυκύτης) war ein griechischer Töpfer, tätig in der Mitte des 6. Jahrhunderts v. Chr. in Athen. Er stellte Kleinmeister-Schalen her, von denen fünf signierte Exemplare erhalten sind.

## Werke
- ehemals Basel, Kunsthandel: zwei Fragmente eine Bandschale
- Berlin, Antikensammlung F 1761: Randschale
- Berlin, Antikensammlung F 1799: Bandschale (Zuschreibung, unsigniert)
- Bollingen, Sammlung Rolf Blatter (Zuschreibung, unsigniert)
- London, British Museum B 400: Bandschale
- München, Antikensammlungen 2243: Bandschale, zusammen mit dem Töpfer Archikles signiert
- Oxford, Ashmolean Museum 1966.1103: Fragment einer Bandschale